# Tadeusz Jabłoński (dziennikarz)
Tadeusz Jabłoński, ps. Paweł Dzianisz. (ur. 23 października 1919 w Poznaniu, zm. 16 października 2019 w Gdańsku) – polski dziennikarz i pisarz.

## Życiorys
Urodził się w wielodzietnej rodzinie Ludwika (1876–1924), pracownika poczty, i Marii z Grzegorzewskich (1884–1971). Był bratem Wiktora (ur. 1903), Mariana (ur. 1904), Janiny (ur. 1905), Alfreda (ur. 1907), Erwina (ur. 1909) i Zdzisława (1921–1924). W 1925 rozpoczął naukę w Szkole Powszechnej nr IX im. Antoniego Małeckiego w Poznaniu. W latach 1928–1930 uczęszczał do Państwowego Gimnazjum im. Karola Marcinkowskiego w Poznaniu. W latach 1930–1945 mieszkał z rodziną w Śremie. Tam uczęszczał do męskiego klasycznego Gimnazjum im. gen. Józefa Wybickiego. W 1945 otrzymał świadectwo dojrzałości i podjął studia polonistyczne na Uniwersytecie Poznańskim. W latach 1946–1969 był związany z Bydgoszczą. W latach 1945–1946 był dziennikarzem „Polski Zachodniej”, w latach 1946–1959 redaktorem sportowym, publicystą w dziale kulturalnym i sekretarzem redakcji bydgoskiego „Ilustrowanego Kuriera Polskiego”. Od 1951 był członkiem Stowarzyszenia Dziennikarzy Polskich. W latach 1959–1969 był sekretarzem redakcji bydgoskiego „Dziennika Wieczornego”. W 1965 ukończył studium ekonomii i organizacji turystyki w Warszawie. Od 1969 związany był z Gdańskiem. W latach 1969–1981 był zastępcą sekretarza redakcji (później sekretarzem) i kierownikiem magazynu niedzielnego „Głosu Wybrzeża”, w latach 1976–1980 był społecznym redaktorem naczelnym rocznika Polskiego Związku Żeglarskiego „Świat Żagli”. W 1982 przeszedł na wcześniejszą emeryturę, jednak kontynuował pracę dziennikarską. W latach 1989–1991 był związany z „Tygodnikiem Gdańskim”. W latach 1991–1994 był sekretarzem redakcji „Dziennika Bałtyckiego”. Współpracował z „Gwiazdą Morza”, „Pielgrzymem” i „Pomeranią”. Publikował cykle felietonów, szkice literackie, eseje, reportaże historyczne, biografie, przewodniki turystyczne, powieści i opowiadania.
Był autorem ponad 20 publikacji książkowych, m.in.: Pierwszy wiatr (1979), opowiadań Pochyl się do kolan brzozy: opowieści wędrownicze (1974), Nadbałtyckie spotkania (z Anną Kościelecką, 1989), Przeleciał anioł (2007), Wokół Conrada (2008). Autor haseł w Polskim Słowniku Biograficznym i Słowniku biograficznym działaczy polskiego ruchu robotniczego.

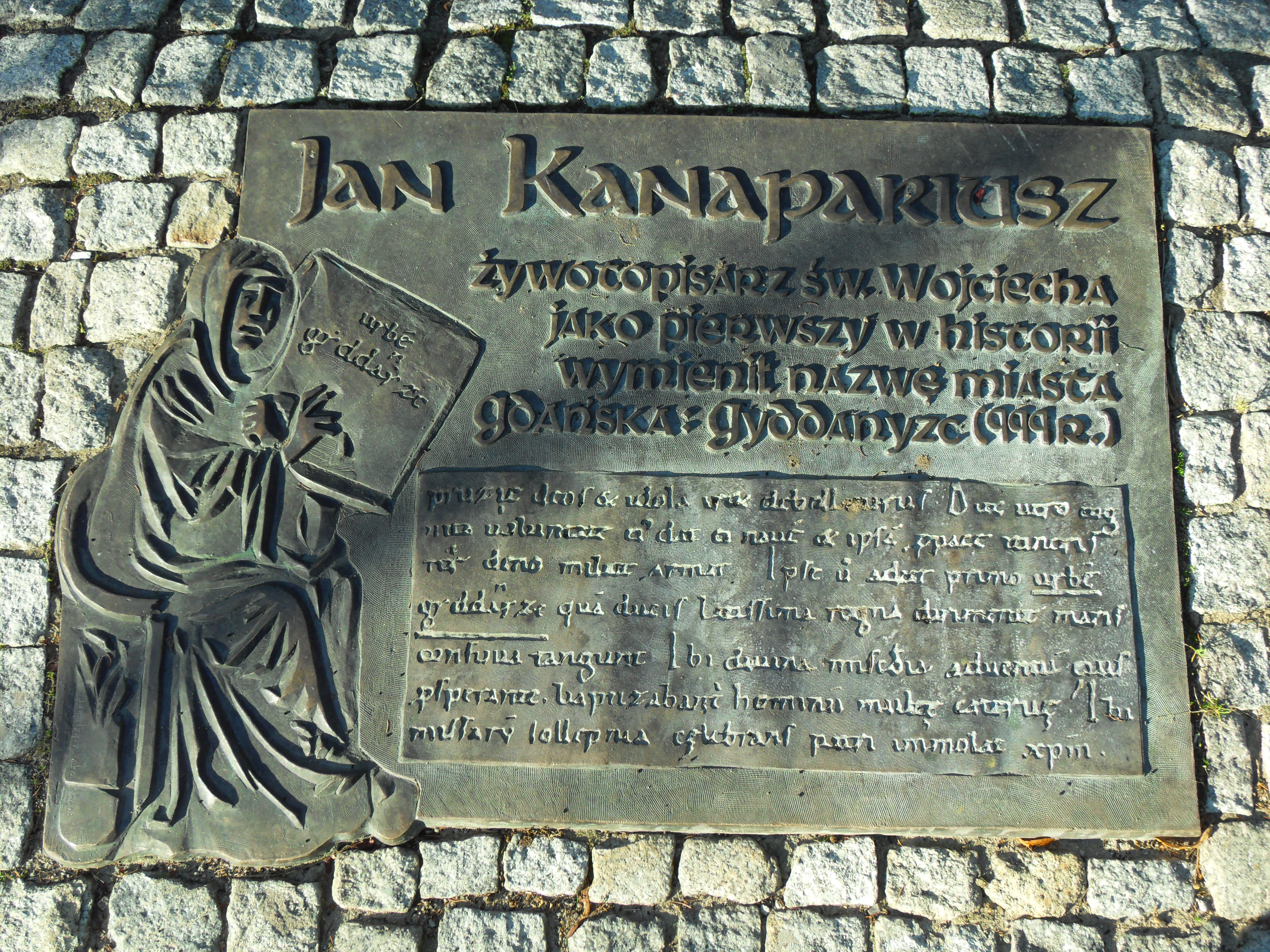
Tablica w Oliwie upamiętniająca Jana Kanapariusza

Był również żeglarzem i wspinaczem. Był założycielem polskiego Bractwa Kaphornowców (1974) oraz pomysłodawcą (wraz z Kazimierzem Kołodziejem i Zenonem Gralakiem) ustanowienia prestiżowych nagród żeglarskich: Rejs Roku i Srebrny Sekstant (1970). Inicjator sprowadzenia w 1971 na Westerplatte prochów majora Henryka Sucharskiego (dowódcy obrony Westerplatte we wrześniu 1939), sprowadzenia prochów Bernarda Chrzanowskiego na cmentarz oksywski (1986), a także budowy pomnika pisarza Josepha Conrada w Gdyni (odsłoniętego w 1976). Był również pomysłodawcą tablicy pamiątkowej Jana Kanapariusza, pierwszego kronikarza Gdańska, na ulicy jego imienia (2009).

Był mężem Ireny z Thomasów (1919–2005), z którą miał trzy córki: Hannę (ur. 1948), Janinę (ur. 1955) i Elżbietę (ur. 1955).

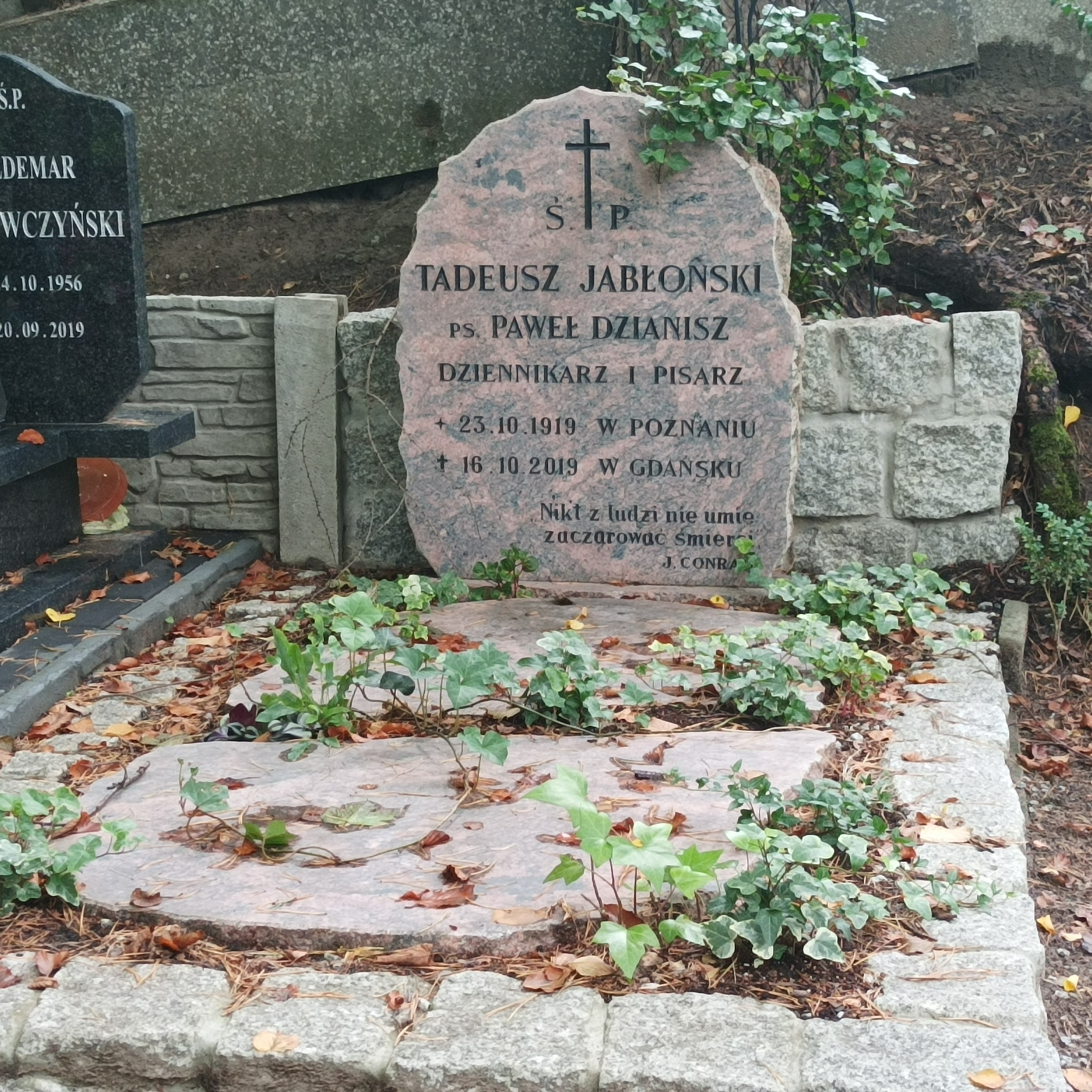
Grób Tadeusza Jabłońskiego na cmentarzu Srebrzysko w Gdańsku

Zmarł 16 października 2019, tydzień przed setną rocznicą swoich urodzin. 23 października 2019 został pochowany na gdańskim cmentarzu Srebrzysko (rejon VII, taras IV-skarpa-11).
9 listopada 2024 r. odsłonięta została jego tablica w Alei Żeglarstwa Polskiego w Gdyni.

## Ordery i odznaczenia
- Krzyż Kawalerski Orderu Odrodzenia Polski (1972)
- Złoty Krzyż Zasługi
- Srebrny Krzyż Zasługi (2 lipca 1952)[11]
- Brązowy Krzyż Zasługi
- Medal 30-lecia Polski Ludowej
- Medal 10-lecia Polski Ludowej (19 stycznia 1955)[12]
- Brązowy Medal „Za Wybitne Osiągnięcia Sportowe” (dwukrotnie)[2]
- Złota Odznaka honorowa „Zasłużony Pracownik Morza”
- Złota Odznaka „Zasłużony Działacz Turystyki”
- Odznaka honorowa „Zasłużonym Ziemi Gdańskiej”[1]
- Medal św. Wojciecha (1997)[13]
- Odznaka „Zasłużony dla Miasta Gdańska”
- Odznaka „Za zasługi dla województwa bydgoskiego”
- Złota Odznaka „Zasłużony Działacz Żeglarstwa”
- Medal 25 Lat Pracy w Dziennikarstwie SDP w PRL (1972)

## Nagrody
- Nagroda Bursztynowego Notesu (2004)
- Nagroda im. Conrada za publicystykę morską (2009)[1]
- Nagroda Prezydenta Gdańska w Dziedzinie Kultury za całokształt pracy twórczej oraz z okazji jubileuszu 90. urodzin (2009)[14]